# Fiston Mwanza Mujila
Pour les articles homonymes, voir Fiston et Mwanza.
Fiston Mwanza Mujila, né en 11 février 1981 à Lubumbashi, est un écrivain congolais.

## Biographie
Il est médaillé d'or en littérature aux Jeux de la francophonie, organisés au Liban, en 2009 avec le texte La nuit,.
Parlant de son écriture, Fiston Mwanza Mujila déclare qu'il « ne se revendique d'aucune appartenance », mais s'inspire de tous les genres et en particulier de la poésie.
La lecture des romans de Sony Labou Tansi, écrivain congolais, est un « choc […] qui m'a ouvert les yeux et montré un autre chemin.» Mwanza Mujila revendique aussi sa parenté littéraire avec le Groupe 47, groupe d'écrivains allemands de l'immédiat après-guerre.
Il vit actuellement à Graz, en Autriche et y enseigne la littérature africaine francophone et le cinéma.  

## Distinctions
- Lauréat du Grand prix des Belles-Lettres à l'édition 2015 des Grands prix des associations littéraires.

- Prix de la première œuvre littéraire francophone 2016 pour Tram 83.

- Prix littéraire "Les Afriques" 2021[5].

## Œuvres
- Le Fleuve dans le Ventre / Der Fluß im Bauch, poèmes, ed. bilingue, trad. en allemand par Ludwig Hartinger, Ottensheim an der Donau, Autriche, Édition Thanhäuser, 2013, 114 p.  (ISBN 978-3-900986-79-7)[6]
- Tram 83, roman, Paris, Éditions Métailié, 2014, 208 p.  (ISBN 978-2-86424-959-7)[7],[8] (Grand prix des associations littéraires 2015, catégorie « Belles-lettres »)
- Et les moustiques sont des fruits à pépins & Te voir dressé sur tes deux pattes ne fait que mettre de l’huile au feu, théâtre, Manage, Belgique, Éditions Lansman, 2015, 86 p. (39 & 36)  (ISBN 978-2-8071-0046-6)
- Soleil privé de mazout, poésie, Éditions de l’arbre à paroles, collection IF, Amay, Belgique, 67 p.,  (ISBN 978-2-874-06633-7)
- La Danse du Vilain, roman, Paris, Éditions Métailié, 2020, 272 p.  (ISBN 979-10-226-1061-2)  (ISBN 978-2-86424-959-7)